# I Talk With The Spirits
I Talk With The Spirits est un album de Roland Kirk enregistré en 1964.

## Description
I Talk With The Spirits est un album particulier dans la carrière de Roland Kirk par le fait qu’il n’y joue que d’un seul instrument, la flûte traversière, dans le style qui lui est associé où il chante en jouant. Le projet est suggéré par la femme de Roland, Edith Kirk :  « Je trouvais que Roland avait ce son de flûte plutôt lourd, alors que les autres flûtistes semblaient plus légers, délicats. Tous ces flûtistes "délicats" réussissaient bien dans les années soixante. » 
L’album aura notamment une influence sur Ian Anderson de Jethro Tull qui reprendra Serenade to a Cuckoo.

## Pistes
Sauf indication, toutes les compositions sont de Roland Kirk
1. Serenade to a Cuckoo  (4:30)
2. We'll Be Together Again/People  (Carl Fisher, Frankie Laine, Bob Merrill, Jule Styne)(4:38)
3. A Quote from Clifford Brown  (4:22)
4. Trees  (6:18)
5. Fugue'n and Alludin'  (0:41)
6. The Business Ain't Nothin' But the Blues  (5:02)
7. I Talk with the Spirits  (3:56)
8. Ruined Castles  (Rentaroh Taki) (1:18)
9. Django  (John Lewis) (4:50)
10. My Ship  (Ira Gershwin, Kurt Weill) (5:05)

## Musiciens
- Roland Kirk – Flûtes
- Bobby Moses - Vibraphone
- Horace Parlan – Piano, célesta
- Michael Fleming – Basse
- Walter Perkins – Batterie, percussions
- Cyristal-Joy Albert - Chant